# Jaime Guillot Lara
Jaime Guillot Lara (Santa Marta, 1949-Cuba, abril de 1991) fue un narcotraficante y traficante de armas colombiano, que implicó a varios funcionarios del gobierno cubano con su testimonio a autoridades de Estados Unidos en 1982.

## Biografía
La DEA comenzó a vigilar a Guillot Lara en 1975, y se estimaba que hacia el final de los 70's estaba transportando más de 400,000 libras de marihuana hacia los EE. UU. cada año. In 1981, el traficante barranquillero Johnny Crump introdujo a Guillot Lara y al embajador de Cuba en Colombia Fernando Ravelo-Renedo. Ravelo-Renedo acordó permitir a Guillot Lara transportar cargamentos de marihuana por aguas cubanas por el precio de 200,000 dólares por cargamento de 10 toneladas. Este impuesto fue más bajo que de costumbre, porque Guillot Lara accedió a ayudar a las guerrillas del M-19 con el tráfico de armas hacia Colombia. En la cúspide de su carrera, Guillot Lara era dueño de 200 residencias en Barranquilla, y una mansión en el sur de Miami.

### Secuestro
A comienzos de 1981, Guillot Lara fue secuestrado por mafiosos rivales en Miami. Guillot Lara sobrevivió el secuestro. Las autoridades supieron del secuestro cuando el Mercedes Benz 450SL azul que manejaba Guillot Lara fue encontrado cubierto en balazos al fondo de una laguna por la policía de Coral Gables.

### Conexión con el M-19
En 1981, Guillot Lara facilitó el transporte de un arsenal desde Libia hasta Colombia durante una misión secreta del M-19 que luego se conoció como Buque El Karina. Uno de sus buques de carga utilizado para traficar marihuana, El Monarca, fue utilizado por el M-19 para mover armas a través de la región Caribe colombiano, siendo hundido en el Pacífico.

### Testimonio contra miembros del gobierno de Cuba
A comienzos de 1982, Guillot Lara fue arrestado en México por tráfico de marihuana, e interrogado por la CIA. Durante este interrogatorio, Guillot Lara reveló detalles que fueron utilizados para abrir procesos legales en contra de varios funcionarios del gobierno cubano, incluyendo al embajador cubano en Colombia Fernando Ravelo Renedo. Tras conocer los detalles que divulgó Guillot Lara, agentes del DGI viajaron a Ciudad de México y transportaron a Guillot Lara a Cuba. Guillot Lara murió en una prisión cubana de un infarto en abril de 1991. Sus restos fueron llevados a su ciudad natal de Santa Marta cuatro años después.